# Thé de feuilles de goyavier

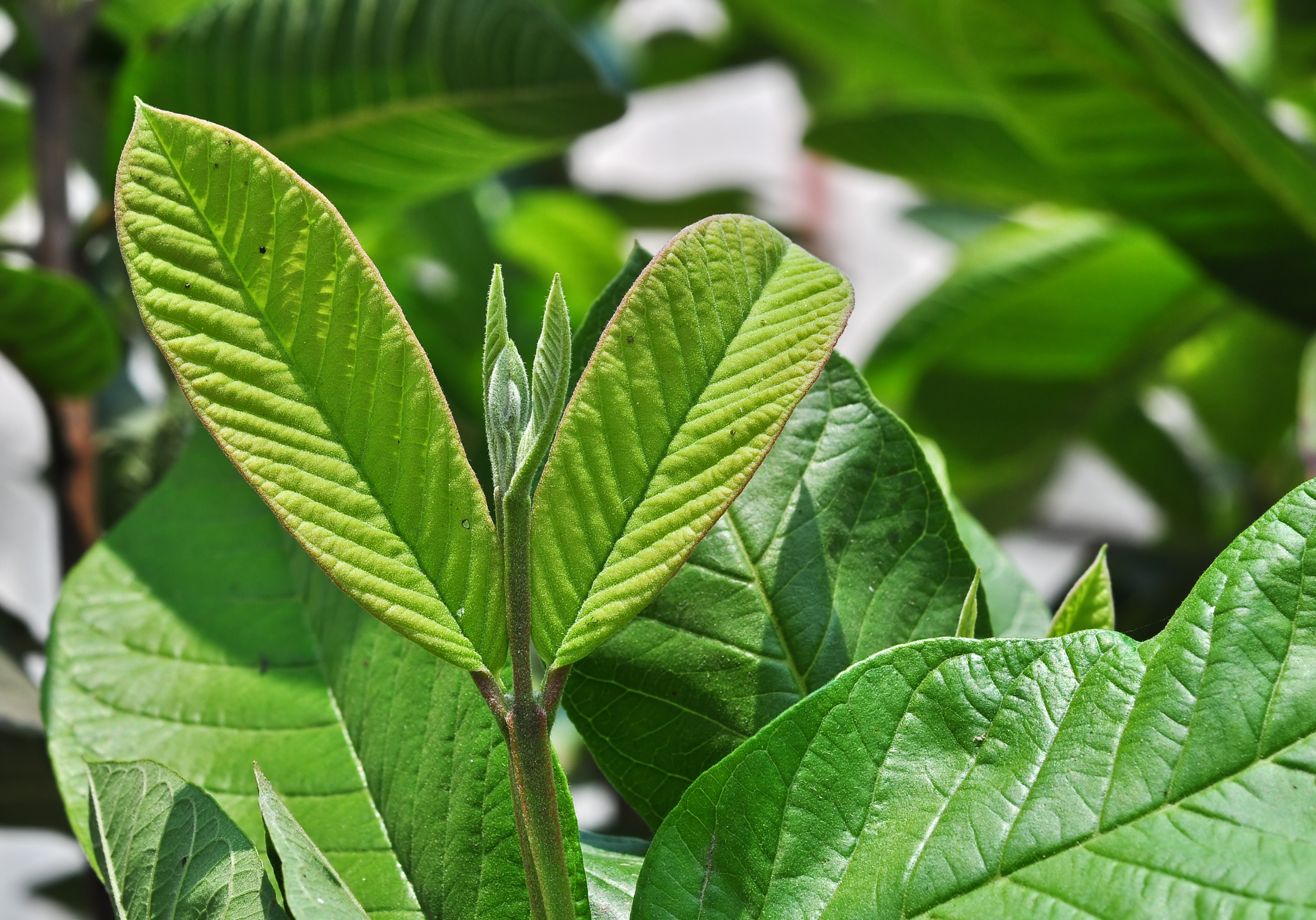
jeune feuille de goyavier

Le thé de feuilles de goyavier est une infusion ou une décoction de feuilles du goyavier (Psidium guajava), au goût agréable, couramment utilisée dans les médecines populaires des régions subtropicales du monde entier. Le potentiel antioxydant démontré de cette feuille est l’objet de nombreuses recherches.

## Dénomination
Dans les pays anglophones guava tea, recouvre les infusions de feuilles ou de fruits secs  guava leaf tea est plus précis. Dans les pays lusophones de chá de goiabeira est une infusion de feuilles. Chez les hispanophones, où il est beaucoup utilisé, il est appelé té (ou infusión) de hojas de guayaba. Au Japon, où il est reconnu utile par le Ministère de la santé, グアバ 茶 (guaba cha) est une des 3  principales tisanes d'Okinawa (Le curcuma pour le foie, le thé de Java (Orthosiphon aristatus) pour les reins et le thé de goyave pour le diabète). En Chine il est appelé 番石榴茶 (fān shíliú chá)[réf. nécessaire] et est réputé traiter les 3 hauts (abaisser les lipides, la glycémie et le cholestérol sanguins), le terme peut aussi désigner l'infusion de goyave séchée[réf. nécessaire].

## Des feuilles au thé

### La composition de la feuille

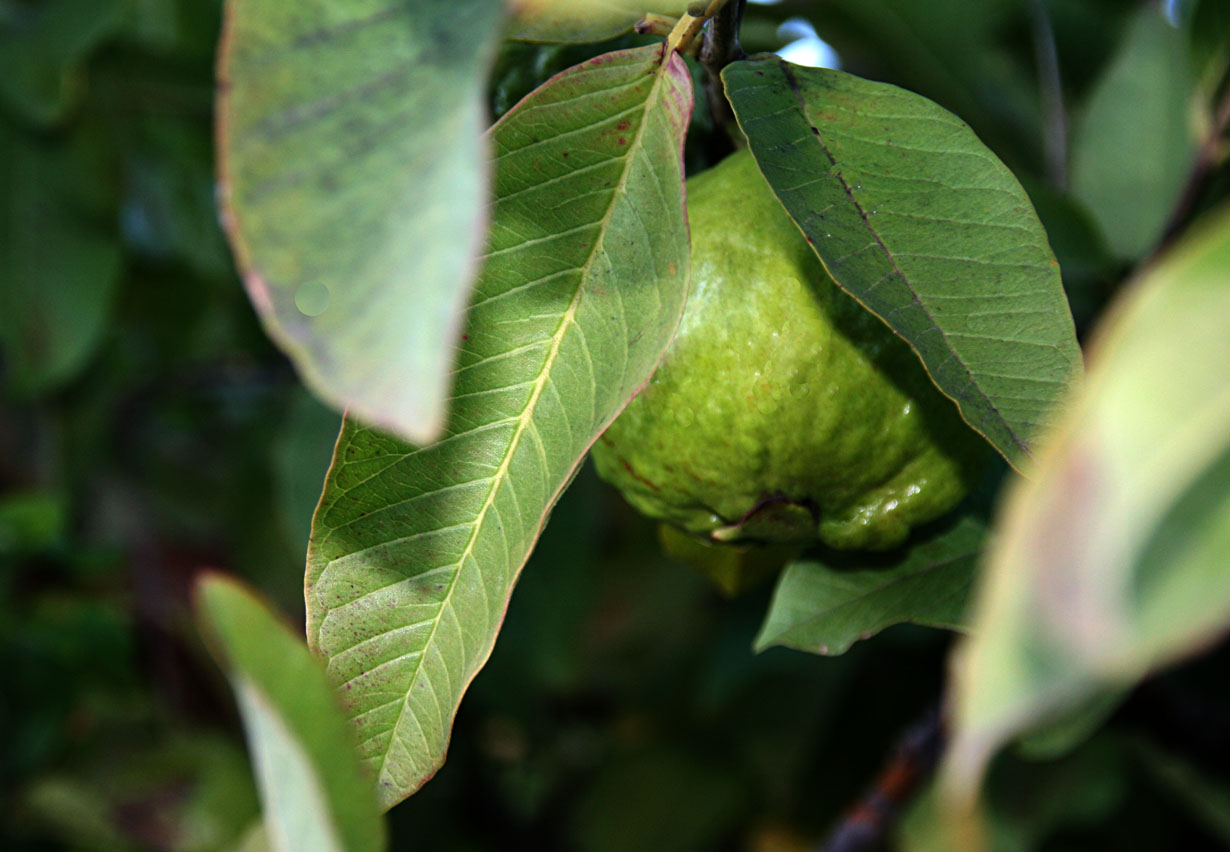
Feuilles de goyavier et goyave. Okinawa (Japon).

Comme de nombreuses feuilles végétales utilisées en ethnomédecine, la feuille du goyavier est riche en antioxydants (polyphénols , saponines, terpénoïdes, stéroïdes, flavonoïdes et hétérosides, polysaccharides, vitamines), en proportion variable selon la présentation (feuille fraiche, sèche ,, pulvérisée etc.) et le type d'extrait. Les analyses les plus fouillées sont celles de l'huile essentielle de feuille de goyavier ou huile essentielle de goyave , (rendement 0,66% ou 1,24% en cas d'extraction par hydro-distillation assistée par micro-ondes) qui est, elle aussi, utilisée en médecine traditionnelle, pour ses effets antimicrobiens, anti-nociceptifs, insecticides, anticancéreux et anti-inflammatoires et en phytopharmacie sous forme encapsulée. Trois composés organosulfurés typiques du parfum de goyave y ont été isolés, les principaux composés de l'huile de feuilles sont le véridiflorol (36,4%) et le trans-caryophyllène (5,9% ). Les composés actifs ont été méthodiquement identifiés (2019) en utilisant chromatographie en phase liquide à haute performance.

#### Influence de la durée de conservation de la feuille
La composition physio-chimique et l'activité antioxydante de thé de feuille de goyavier de 1 et 2 ans analysée par l'Université agricole de Chine du Sud  Guangzhou (2021) évolue avec la durée de stockage : avec le temps les polyphénols sont moins présents, à l'inverse des polysaccharides qui montent significativement, l'activité hypoglycémique croit avec la durée de conservation.

#### Influence de la date de récolte et du climat
Au Viêt-Nam les feuilles les plus riches en métabolites bioactifs sont celles récoltées en septembre. L'importance des précipitations influence la richesse en composés bioactifs des feuilles de goyave.

### Réalisation du thé
Les feuilles s'utilisent fraîches ou plus généralement sèches. La teneur totale en flavonoïdes et la capacité antioxydante des feuilles sont significativement les plus élevées avec un séchage à basse température (40°). Le blanchissage à la vapeur est recommandé avant séchage de façon à prévenir l'oxydation.
Comme le thé de camélia, la fermentation des feuilles avant séchage entraîne la libération et la biotransformation de composés phénoliques dont la bioaccessibilité pendant la digestion est améliorée.
L'usage est de faire une décoction de 10 g de feuilles sèches (équivalent à 3 feuilles entières) ou fraîches par litre d'eau pendant 2 minutes, puis laisser reposer. En cas d'infusion simple en théière, la dose est de 15 g par litre avec une infusion de 4 min. L'activité antioxydante croit avec la durée d'infusion jusqu'à  30 à 45 min .

### Composition de la décoction
Suman Kumari et al. (2024) donnent une analyse nutritionnelle moyenne du thé de feuilles de goyave pour 100 g : valeur énergétique de 372,22 Kcal, protéines 12 g, des glucides de 90,6 g, des lipides totaux 0,6 g, du calcium de 16 à 18 mg et de la vitamine C de 104 à 228 mg. 
Une analyse réalisée (2021) sur une décoction (10 min, 33 g par litre) de feuilles de goyavier récoltées en juillet à Alhandra (Portugal) a permis d'identifier et de quantifier les principaux antioxydants de la décoction: catéchine, quercétine, épigallocatéchine, acide protocatéchique, acide gallique, acide chlorogénique, hyperoside, quercitrine, guaijaverine et acide jacoumarique (C 39 H 54 O). Les auteurs ont mesuré des pourcentages élevés de pénétration des composés phénoliques de la décoction à travers la  barrière intestinale. Les effets inhibiteurs analysés montrent la plus forte activité inhibitrice de HMGR (3-hydroxy-3-méthyl-glutaryl-CoA réductase) parmi toutes les plantes anti-oxydantes utilisées localement. La décoction étant également capable d'inhiber l'AChE (acétylcholinestérase), les auteurs comparent ces résultats in vitro à l'action des médicaments qui améliorent la cognition utilisés dans le traitement de la maladie d'Alzheimer (Donépézil) un décrivent mécanisme d'action possible contre l'hypercholestérolémie.
Une publication vietnamienne (2022) qui quantifie les composants phénoliques de l'extrait éthanolique brut de feuilles donne pour principal composé la quercétine-3-O-sulfate qui est un flavonoïde inhibiteur de la sulfatation de l'acide coumarique dans le foie humain.

## Utilisation
L'attention des chercheurs contemporains a été prioritairement retenue par les effets antioxydants puissants des extraits de feuille de goyavier, (huile essentielle, extraits aqueux, etc.) : en 2007, une comparaison des extraits aqueux de goyave, de thé (Camellia sinensis), du cédrèle de Chine (Toona sinensis) et du romarin (Rosemarinus officinalis) classait le pouvoir réducteur de l'extrait de goyavier en tête, sensiblement meilleur que celui du thé.

### Un compétiteur du thé

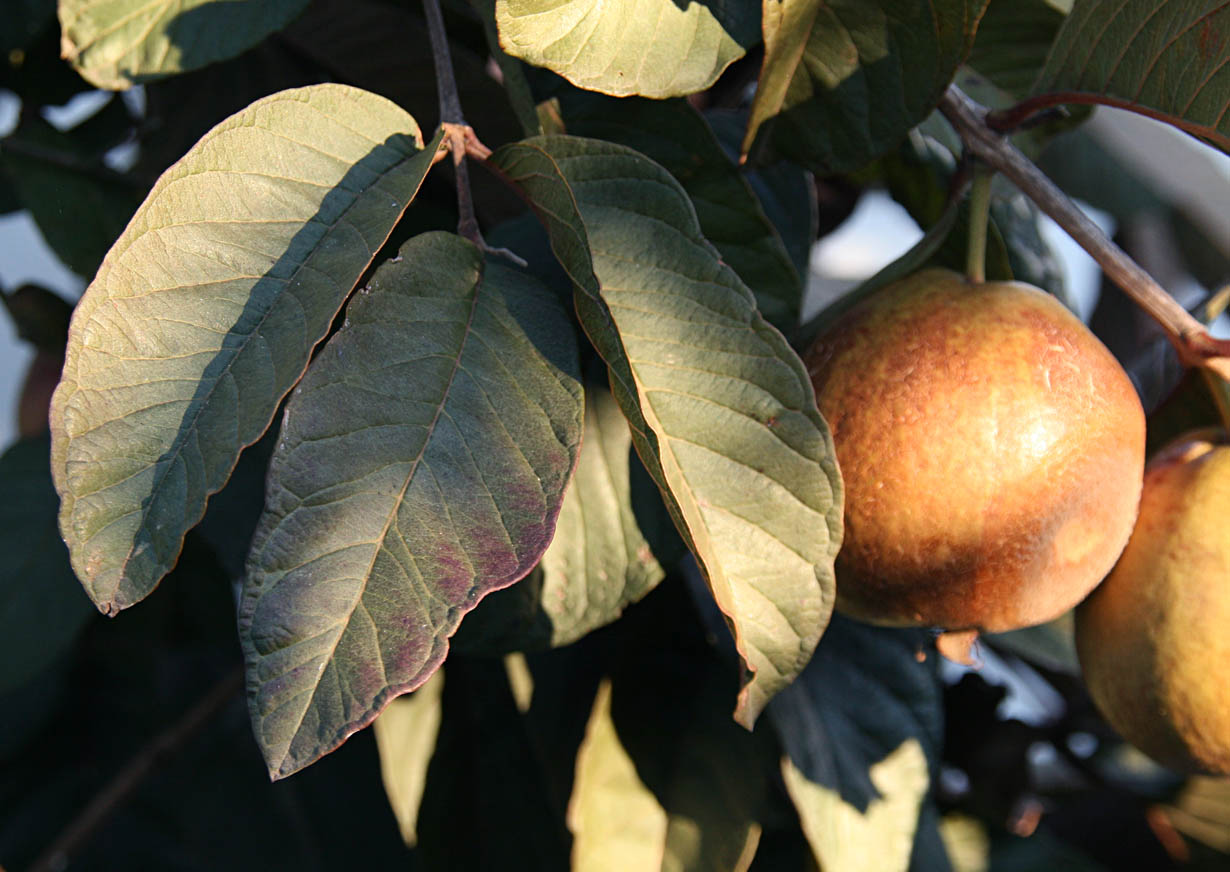
Goyave rouge et feuilles de goyavier.

On trouve en Asie des feuilles de goyavier sèches vendues pour préparer des infusions.
Un thé de feuilles de goyavier a été composée en 2018 à partir de 70 % de feuilles de goyavier blanchies à la vapeur, des feuilles de coriandre, du gingembre sec et de la citronnelle. Il présente une bonne acceptabilité organoleptique, il est sans alcaloïde de la famille des méthylxanthines, autrement dit sans effet stimulant, facile à préparer et avec une capacité anti-oxydante supérieure au thé de camélia. En 2023 au Sri Lanka une étude de tisanes composées à base de feuilles de goyaves, de cannelle, de fleur de Senna auriculata, de feuille de citronnier donne une formulation à très haute teneur totale en polyphénols antioxydants.

### Potentiel thérapeutique
Les feuilles de goyavier ont traditionnellement été utilisées pour traiter les rhumatismes, la diarrhée, le diabète sucré ou la toux en Inde, Chine et au Bangladesh, les ulcères en Asie du Sud est et les plaies cutanées au Mexique, Brésil, Philippines et Nigéria ,. La capacité antioxydante des extraits de feuille est démontrée : l'activité de piégeage des radicaux libres mesurée par dosage des radicaux DPPH est significative, elle est attribuée par certains auteurs à la présence d'acide folique ,,. Une publication portugaise (2022) a spécialement étudié la décoction pendant 10 min de 33 g de feuille fraiche (d'une plante locale indéterminée) par litre d'eau, les effets anti-oxydants des composés présents dans la tisane (catéchine, quercétine, épigallocatéchine, hyperoside, quercitrine, guaijavérine, les acides protocatéchuique, gallique, chlorogénique, et jacoumarique) ont été mesurés et l'action possible contre l'hypercholestérolémie évaluée, une action inhibitrice de l'acétylcholinestérase est démontrée.
Mais jusqu’à aujourd’hui, l’expérimentation clinique est insuffisante pour être démonstrative chez l’humain, en revanche l'abondante expérimentation animale ou in vitro a montré les effets suivants :

#### Antibactérien
21% des 66 publications académiques de 2019 sur la feuille de goyave concernaient sa capacité antibactérienne, premier sujet de recherche. Dans ce domaine la feuille de goyave se classe en tête des végétaux couramment compétiteurs. In vitro, les extraits aqueux de feuilles de goyave (en particulier de goyave rouge pour Staphylococcus aureus) ont, grâce à leurs polyphénols , mais aussi à d'autres bio-composants  , un pouvoir antibactérien et fongicide à une concentration de 100 mg/l  : ils sont utilisés pour la désinfection de la peau, traiter les aliments , et aussi des bactéries pathogènes humaines ,. In vitro, la concentration minimale inhibitrice des isolats bactériens (S. aureus et E. coli) est comprise entre 30 et 60 mg d'extrait de feuilles par ml . L'extrait agit en contrôlant l'expression coordonnée de certains gènes bactériens. Une publication déjà ancienne avait montré que les extraits de feuille et d'écorce de goyavier avaient un pouvoir inhibiteur sur des vibrio cholerae multi-résistants, une autre sur staphylococcus aureus résistant à la methicilline (2013).
Au Viêt Nam (2020), une équipe de l'Université de technologie de Ho Chi Minh Ville a déterminé la concentration minimale d'extrait de feuille de goyave qui permet prévenir l'oxydation de la saucisse de porc fraîche : 4000 à 6000 ppm sont suffisants .

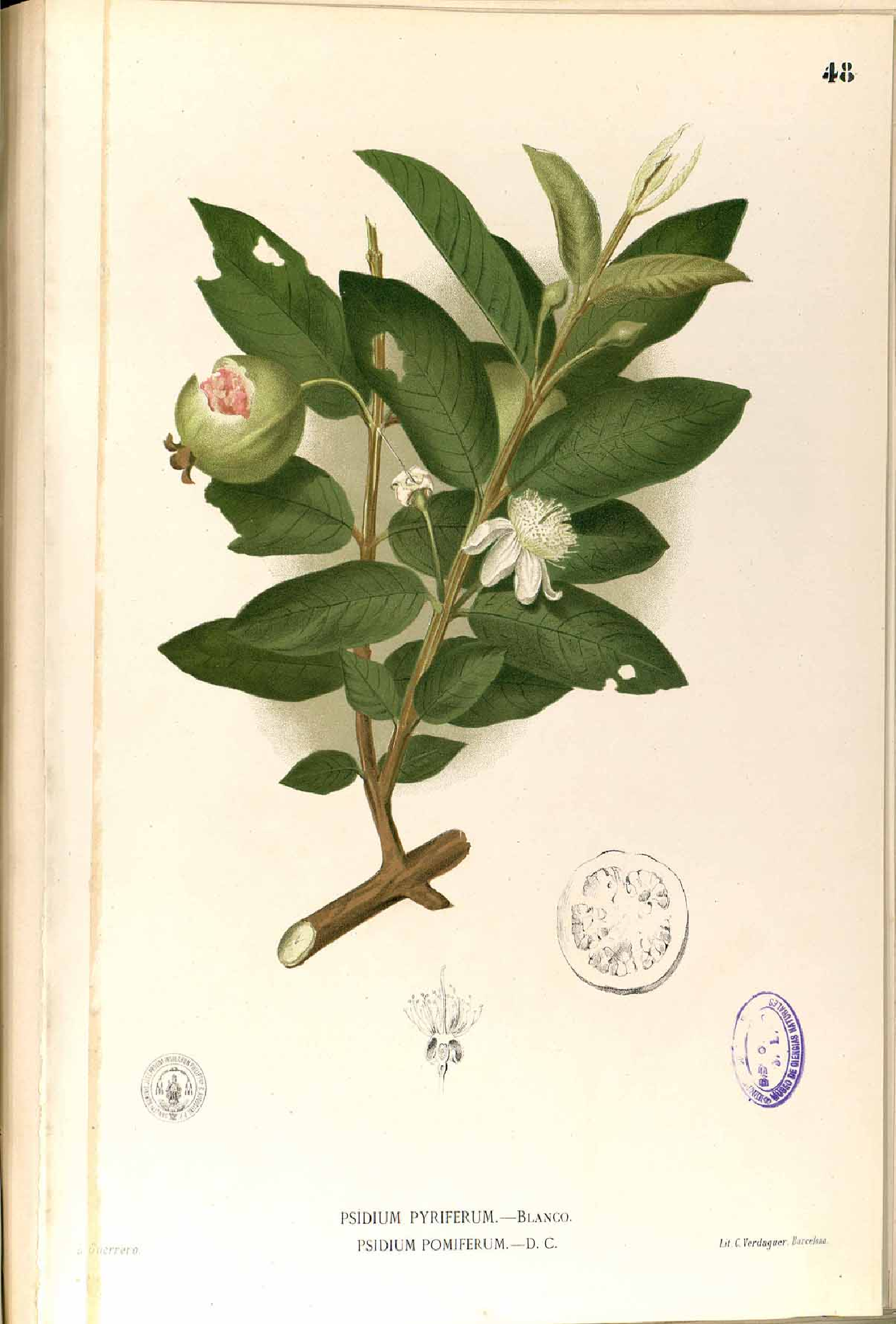
Francisco Manuel Blanco, dans Flore des Philippines

#### Antiviral
In vitro une sélectivité antivirale potentielle a été montrée sur des souches de virus VIH type1 .
En 2020, une publication indonésienne a préconisé l'usage des extraits de goyavier comme thérapie complémentaire pour combattre le virus covid-19 au terme d'une modélisation des actions pharmaceutiques de 125 composés végétaux soumise à un moteur d'intelligence artificielle, cette recommandation assise sur aucune démarche expérimentale est purement spéculative (une publication nigériane a cité à propos du même virus la feuille de goyave comme stimulant immunitaire traditionnel) ,.

#### Fongicide
In vitro l'extrait à l'acétone inhibe la croissance de C. albicans . L'action fongicide est également indirecte : les extraits de feuilles de goyave riches en polyphénols sont utilisés comme agent réducteur pour produire des nanoparticules d'argent biogènes. Ces dernières inhibent efficacement Aspergillus flavus, Aspergillus niger et Fusarium oxysporum .

#### Diabèteethyperlipidémie
L'expérimentation chez le rat montre une réduction significative de la glycémie à tous les niveaux de dose de l'extrait (2019), on observe la réduction de l'élévation de la glycémie postprandiale, de l'hyperglycémie, l’hyper-insulinémie, hypertriglycéridémie et de l'hypercholestérolémie (la suppression chronique de l'élévation de la glycémie postprandiale est primordiale pour éviter le diabète sucré de type 2).
De même (2019) chez la souris, l'extrait de feuille de goyave présente de bonnes capacités de piégeage des radicaux libres DPPH (diphenylpicrylhydrazyl), OH (hydroxyl) et ABTS et abaisse considérablement - selon les auteurs - la glycémie à jeun, le cholestérol total, les triglycérides totaux, les protéines sériques glyquées, et la créatinine. Ces observations sont confirmées par deux publications chinoises (2020)  ,.

Chez le rat, la supplémentation en poudre de feuilles de goyave prévient l'obésité, améliore l'intolérance au glucose, diminue l'inflammation et le stress oxydatif du foie , (2019).

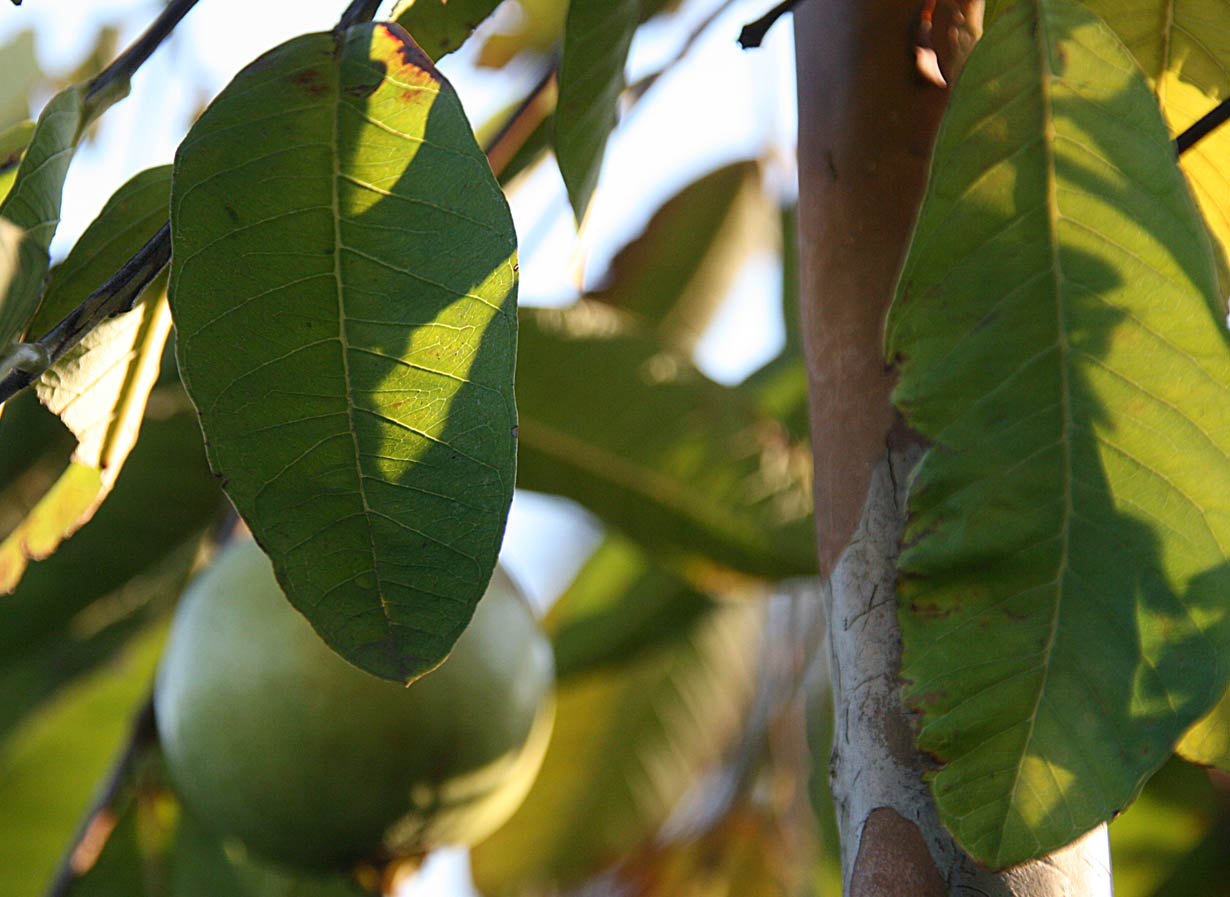
feuille de goyave blanche

#### Effet protecteur dans certaines intoxications
La présence d'extrait de feuille de goyave dans l'alimentation des tilapia du Nil minimise les effets toxiques d'un insecticide usuel en solution dans l'eau, elle améliore considérablement leur croissance, les variables hémato-biochimiques et immunitaires chez ces poissons .

#### Hepatoprotection
L'extrait standard de feuilles de goyave enrichi en triterpénoïdes atténue le stress oxydatif et inflammatoire dans le foie, il montre également un effet protecteur contre la cytotoxicité induite .

#### Anticancéreux
In vitro, la saponine terpénoïde isolée d'extrait de feuille de goyave a montré une activité anticancéreuse contre une lignée cellulaire de cancer du sein MCF-7. Les pourcentage d'apoptose varient de 60 à 99% (2021).